# Zofia Kuratowska

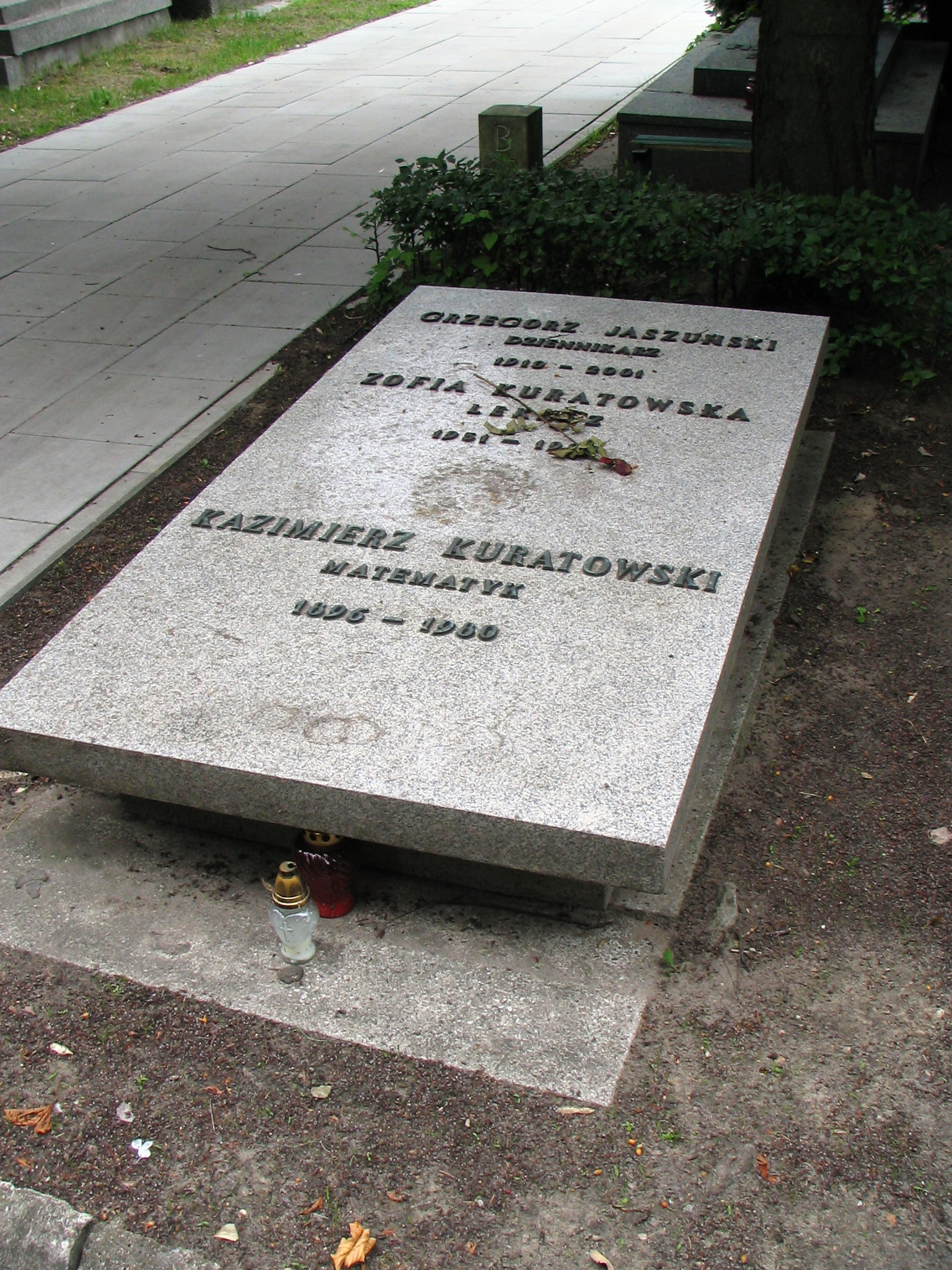
Grób rodziny Kuratowskich na Cmentarzu Wojskowym na Powązkach

Zofia Kuratowska (ur. 20 lipca 1931 w Skolimowie, zm. 8 czerwca 1999 w Pretorii) – polska lekarka, specjalistka w zakresie hematologii, profesor nauk medycznych, a także polityk i dyplomata. Senator I, II i III kadencji, wicemarszałek Senatu I i III kadencji, ambasador RP w Południowej Afryce.

## Życiorys
Podczas powstania warszawskiego była kolporterką „Biuletynu Informacyjnego”. W 1955 ukończyła studia medyczne na Akademii Medycznej w Warszawie. Stopień doktorski uzyskała w 1962, a habilitację w 1970. W 1989 otrzymała tytuł profesora nauk medycznych. Pracowała jako lekarka, specjalizując się w hematologii. Od 1990 do 1997 kierowała Kliniką Hematologii Akademii Medycznej w Warszawie.
Od 1980 była członkinią „Solidarności”, w 1989 uczestniczyła w obradach Okrągłego Stołu w podzespole do spraw zdrowia, współtworzyła następnie Ruch Obywatelski Akcja Demokratyczna, Unię Demokratyczną i Unię Wolności. W latach 1989–1997 sprawowała mandat senatora I, II i III kadencji, w I i III pełniła urząd wicemarszałka Senatu. W 1997 nie ubiegała się o reelekcję. W lutym następnego roku objęła stanowisko ambasadora RP w Południowej Afryce. Została akredytowana również w Namibii, Lesotho, Suazi i Botswanie. Kadencję na tym stanowsku przerwała jej śmierć.
Jako pierwsza w Polsce napisała książkę na temat zespołu nabytego niedoboru odporności (AIDS). W ramach prowadzonych badań wykryła, że erytropoetyna wytwarzana jest w nerkach. Odrzucała ówczesne poglądy środowiska medycznego, zgodnie z którym AIDS traktowano jako chorobę zakaźną, której ogniska należy izolować ze względu na niemożliwość leczenia, i zaproponowała program profilaktyczny, nie zaprzestając prac klinicznych. W 1986 z jej inicjatywy wydany został w Polsce ilustrowany informator o wirusie niedoboru odporności (HIV) i AIDS Wydziału Naukowego Brytyjskiego Towarzystwa Lekarskiego pt. AIDS i TY. Razem z Markiem Kotańskim i Mikołajem Kozakiewiczem założyła w 1989 Stowarzyszenie Solidarni wobec AIDS PLUS, pierwszą organizację pozarządową zajmującą się wyłącznie działaniami związanymi z HIV i AIDS, której celem było udzielanie wsparcia medycznego, socjalnego, terapeutycznego i prawnego. Zofia Kuratowska była również jedną z członków założycieli Społecznego Komitetu ds. AIDS, który powstał w 1993. W 1996 została wyróżniona Czerwoną Kokardką, przyznawaną przez Krajowe Centrum ds. AIDS we współpracy z organizacjami pozarządowymi.
Wśród innych jej publikacji była książka pt. Krwinka, krew, życie (tom 197 serii wydawniczej Omega, Warszawa 1971).

## Odznaczenia i upamiętnienie
Zarządzeniami prezydenta RP na uchodźstwie została odznaczona Krzyżem Kawalerskim (3 maja 1987) i Krzyżem Komandorskim (11 listopada 1990) Orderu Odrodzenia Polski. 11 listopada 1997 „za wybitne zasługi dla nauki polskiej” została odznaczona przez prezydenta RP Krzyżem Komandorskim z Gwiazdą Orderu Odrodzenia Polski. W 1994 wyróżniona tytułem „Kobiety Roku” przez magazyn „Twój Styl”.
W 2017 została patronką ulicy w Gorzowie Wielkopolskim, a w 2018 skweru na warszawskim Muranowie.

## Życie prywatne
Była córką matematyka Kazimierza Kuratowskiego oraz żoną Grzegorza Jaszuńskiego, dziennikarza i publicysty. Zmarła w Pretorii; jej ciało zostało skremowane, prochy zgodnie z jej życzeniem zostały częściowo rozsypane nad jeziorem w Afryce, a częściowo złożone na Cmentarzu Wojskowym na Powązkach w Warszawie (kwatera B32-tuje-1).